# Central Manufacturing Company

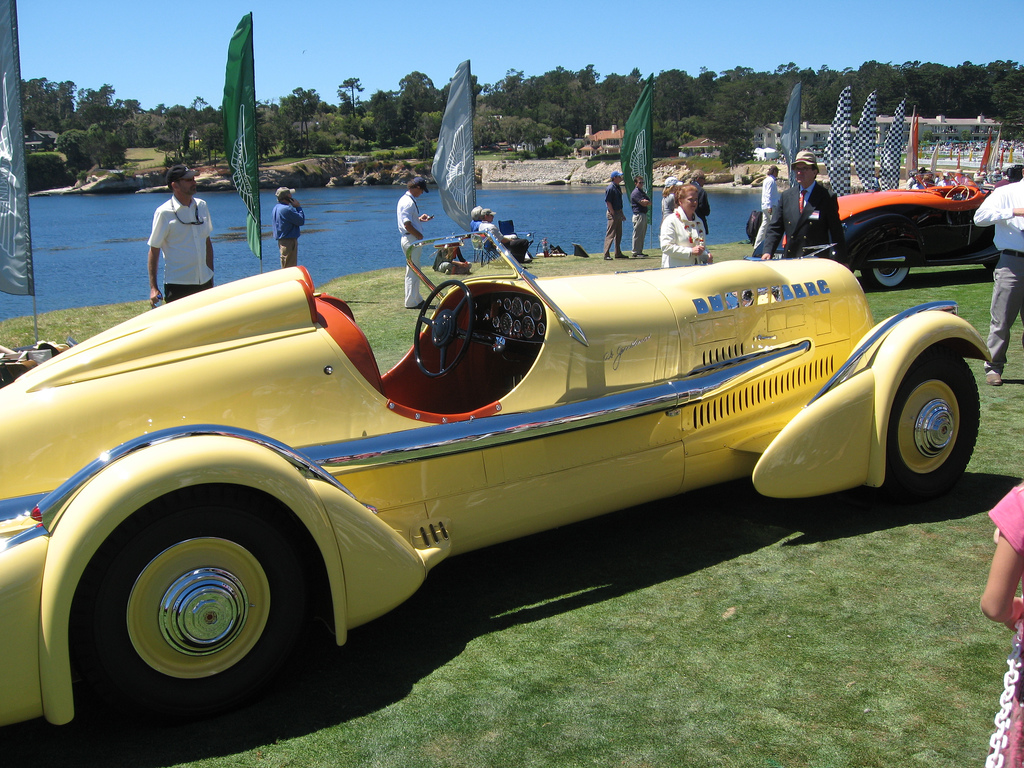
Duesenberg SJ

Das Werk von innen, etwa 1920er Jahre

Central Manufacturing Company war ein US-amerikanisches Karosseriebauunternehmen.

## Unternehmensgeschichte
Edward William Ansted gründete das Unternehmen am 7. April 1898 in Connersville in Indiana. Zunächst stellte er Kutschen her. 1903 kamen Karosserien für Automobile dazu. 1904 gehörten Cadillac, Packard und Studebaker zu den Abnehmern.
Ende 1912 kam es aufgrund von finanziellen Problemen zu einer Reorganisation. Sein Sohn Frank B. Ansted leitete nun das Unternehmen. 1913 wurden Karosserien an 25 verschiedene Automobilhersteller geliefert. Nach Ende des Ersten Weltkriegs wurden Fahrzeuge von Apperson, Auburn, Cole, Davis, Durant, Elcar, Empire, Gardner, Greenville, Haynes, H. C. S., Lexington, Moon, National, Overland, Paige, Premier, Stutz, Wescott und anderen karossiert.
Die Cord Corporation war ab 1929 neuer Besitzer. Nun lag der Schwerpunkt auf Auburn-Fahrzeugen, da Auburn zum gleichen Konzern gehörte. Außerdem wurden einige Karosserien für LaGrande angefertigt.
1937 folgte eine Reorganisation zur American Kitchens Division der Auburn Automobile Company.